# 豊鉄バス豊橋営業所
豊鉄バス豊橋営業所（とよはしえいぎょうしょ）は、愛知県豊橋市植田町にある豊鉄バスの営業所。高速バスと豊橋市内の大半の路線を担当している。隣接する車庫は植田車庫とも呼ばれ、最寄り停留所名も植田車庫前である（現在は高速バスのみ発着）。豊橋鉄道直営時代の名称は南自動車営業所、のちに自動車営業所だった。

## 概要
豊橋市内を走行する路線のうち新城営業所管内の豊橋和田辻線・豊川線・新豊線（豊橋営業所の路線図にも掲載されているが、実際の運行は全て新城営業所である。）と、渥美営業所管内の伊良湖本線を除く全ての路線を管轄する。ただ、牛川金田線と飯村岩崎線の一部便は新城営業所によって運行される。
ターミナル（豊橋駅前）から離れているが、当車庫を起終点とする一般系統は設定されていないため、比較的近い豊橋ハートセンター・西高師・浜道などを起終点とする系統で入出庫するほか、豊橋駅前から回送する場合も多い。

## 沿革
- 1967年3月15日：駅前・南栄・東田・井原の各自動車区を廃止し、植田町に新設した豊橋営業所に統合[1]。
- 1970年8月20日：整理券方式のワンマン化を開始する[1]。
- 1972年10月16日：豊橋・福江・貸切の各営業区を統括する南自動車営業所となる[1]。
- 時期不明：南北の営業所を統合し自動車営業所となる。
- 2007年10月1日：分社化により豊鉄バス豊橋営業所となる。
- 2015年2月21日：敷地内で本社を建て替える。

## 一般路線

### 中浜大崎線

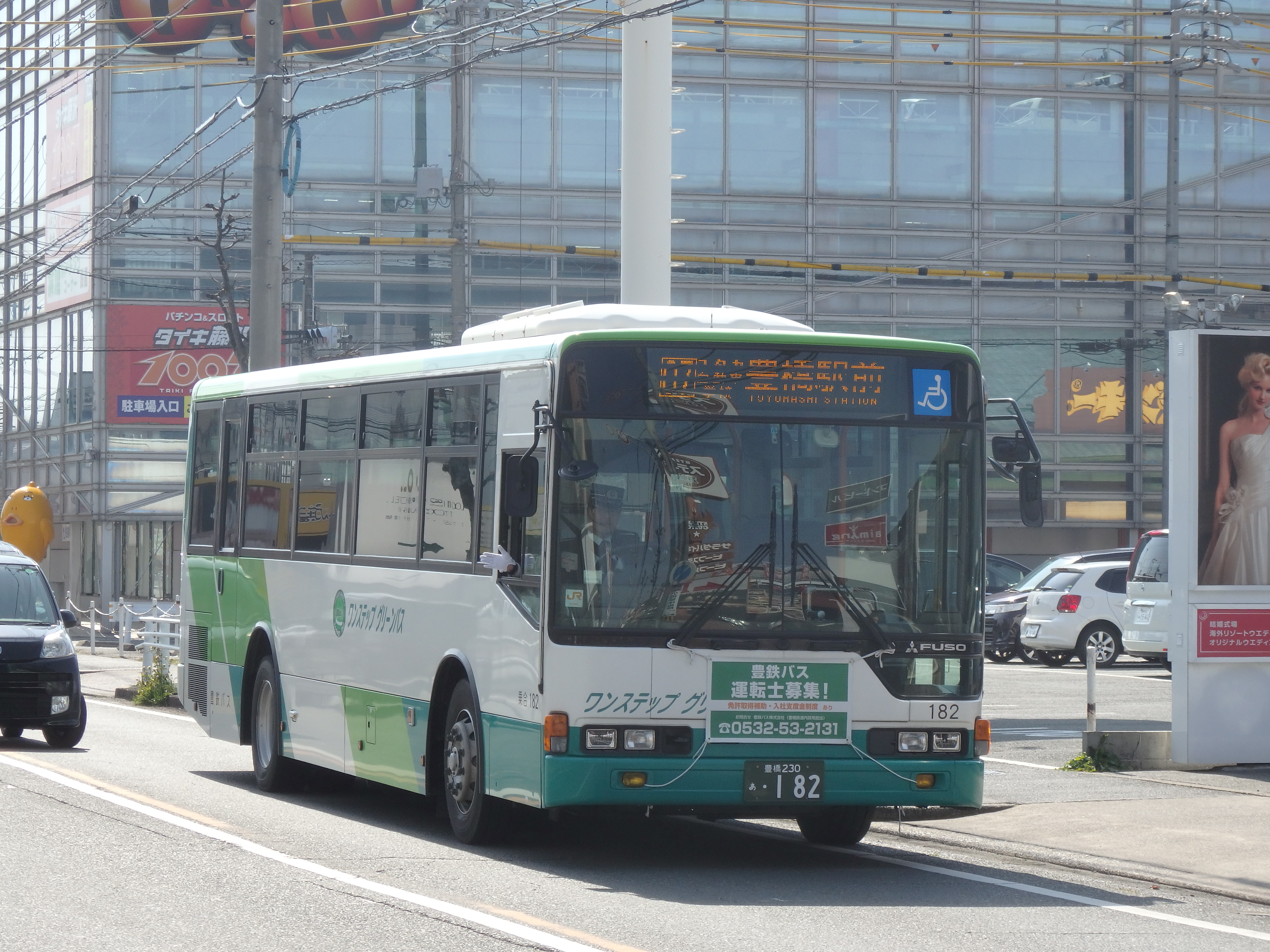
藤沢町停留所付近を走行する中浜大崎線

- ◼05：(急行) 豊橋駅前→ (通過) →ろう学校前→中野町→豊橋ハートセンター (平日朝1本のみ)
- ◼06：豊橋駅前 - 藤沢町 - 中野町 - 豊橋ハートセンター
- ◼07 : 豊橋駅前 - 藤沢町 - 中野町 - 豊橋ハートセンター - トピー工業前 (平日早朝の下りは豊橋ハートセンター通過)
- ◼08：豊橋駅前 - 藤沢町 - 中野町 - 豊橋ハートセンター - トピー工業前 - デンソー前 (平日早朝の下りは豊橋ハートセンター通過)
- ◼09：豊橋駅前 - 藤沢町 - 中野町 - 豊橋ハートセンター - 大崎

概要
- 2009年10月1日：新設。06 - 09系統を設定。[2]
- 2012年11月1日：大崎線の廃止により、愛知県立豊橋聾学校への登校時の利便を図るためろう学校前を経由する臨時バス(05系統)を運行開始。(平日1便のみ)[3]

### 小浜大崎線
- ◼11：豊橋駅前 - 小浜 - 豊橋ハートセンター - 大崎
- ◼12：豊橋駅前 - 小浜 - 豊橋ハートセンター

概要
- 1962年：運行開始。[1]
- 1992年：以下の系統番号を設定。[4]
  - ◼10：豊橋駅前 - ホリデイタワー - 国立病院前 - 駒形
  - ◼11：豊橋駅前 - 小浜 - 大崎
- 時期不明：10系統を廃止する。
- 2003年10月1日：豊橋ハートセンター発着の12系統を新設。[5]
- 2006年10月1日：伊良湖本線が豊橋駅前 - 大崎北間で並走するようになる。[6]当線の昼間の運行がなくなる。

### 三本木線

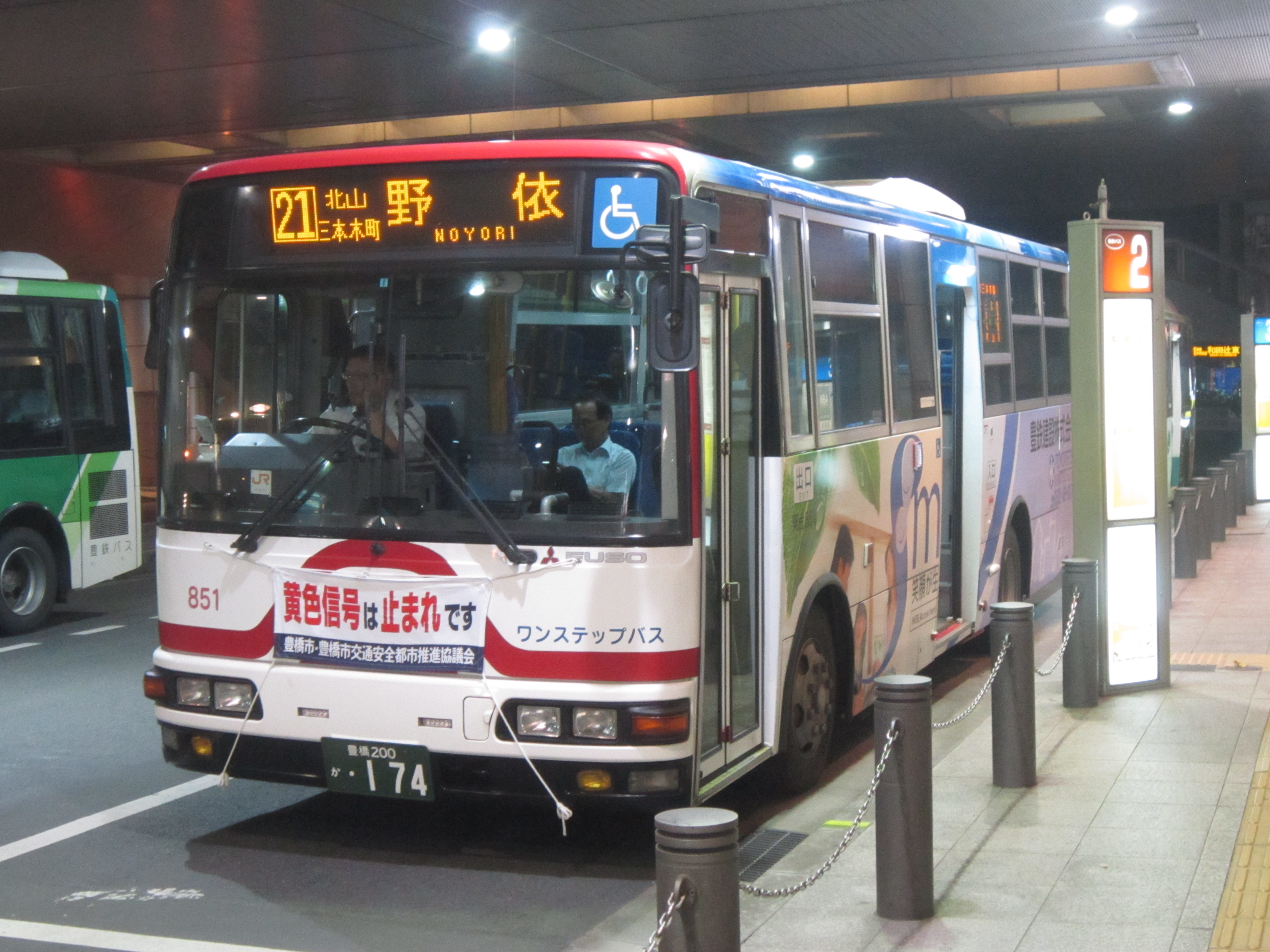
豊橋駅前で発車を待つ三本木線

- ◼21：豊橋駅前 - 北山 - 三本木町 - 西高師 - 野依
- ◼22：豊橋駅前 - 北山 - 三本木町 - 西高師 - 野依 - くすのき特別支援学校
- ◼25：豊橋駅前 - 北山 - 三本木町 - 西高師

概要
- 1999年10月1日：浜道線の北山 - 高師本郷町間を三本木町経由に変更した三本木線 (25系統) を新設。
- 2006年10月1日：表浜線の21系統を編入。
- 2009年10月1日：21系統 (西高師 - 野依間) を廃止。[2]
- 2015年4月1日：豊橋市立くすのき特別支援学校の新設により、同校まで延伸。西高師 - 野依間は5年半ぶりに再開。[7]

### 豊橋技科大線
- ◼32：豊橋駅前 - 北山 - 浜道
- ◼34：豊橋駅前 - 北山 - 浜道 - 技科大前
- ◼35：豊橋駅前 - 北山 - 浜道 - 技科大前 - りすぱ豊橋
- ◼36：豊橋駅前 - 北山 - 浜道 - 技科大前 - 福祉村
- ◼37：豊橋駅前 - 北山 - 浜道 - 技科大前 - りすぱ豊橋 - 福祉村

概要
豊橋駅前と市南部にある豊橋技術科学大学、福祉村病院を結ぶ路線である。もともと豊橋駅と細谷東とを結ぶ「細谷線」だったが、2006年10月1日に技科大 - 細谷東間が休止され、残った区間は「豊橋技科大線」に変更された。
- 1992年：以下の系統番号を設定。[4]
  - ◼33：豊橋バスターミナル - 北山 - 技科大前
  - ◼34：豊橋駅前 - 北山 - 技科大前
  - ◼35：豊橋バスターミナル - 技科大前 - 福祉村
  - ◼36：豊橋駅前 - 技科大前 - 福祉村
  - ◼37：豊橋バスターミナル - 技科大前 - 細谷東
  - ◼38：豊橋駅前 - 技科大前 - 細谷東
- 1993年11月1日：都市新バス路線となる。[8]
- 1998年3月1日：豊橋バスターミナル発着の33、35、37系統を廃止し、全便が豊橋駅前発着となる。[6]
- 2006年10月1日：38系統(技科大前・細谷東間)を廃止し、残った区間を豊橋技科大線に改称。浜道発着の32系統を新設。[6]
- 2007年10月1日：りすぱ豊橋の開業と同時に乗り入れを開始し、35・37系統を新設。[6]

### 天伯団地線
- ◼45：豊橋駅前 - 台町 - 江島町 - 天伯団地

概要
- 1992年：以下の系統番号を設定。[4]
  - ◼45：豊橋駅前 - 北山 - 天伯団地
- 2001年6月1日：南山田 - 西幸間を江島町経由に変更。[6]
- 2005年10月1日：サイエンスコアに乗り入れ開始。46系統 (サイエンスコア発着) を新設。[6]
- 2006年10月1日：新川 - 山田三番町間を台町経由に変更。系統色が◼紫になる。[6]
- 2007年10月1日：46系統を天伯団地まで延長し、47系統とする。[6]
- 2017年12月1日：サイエンスコア停留所を廃止し、47系統を廃止。[9]

### 牛川金田線

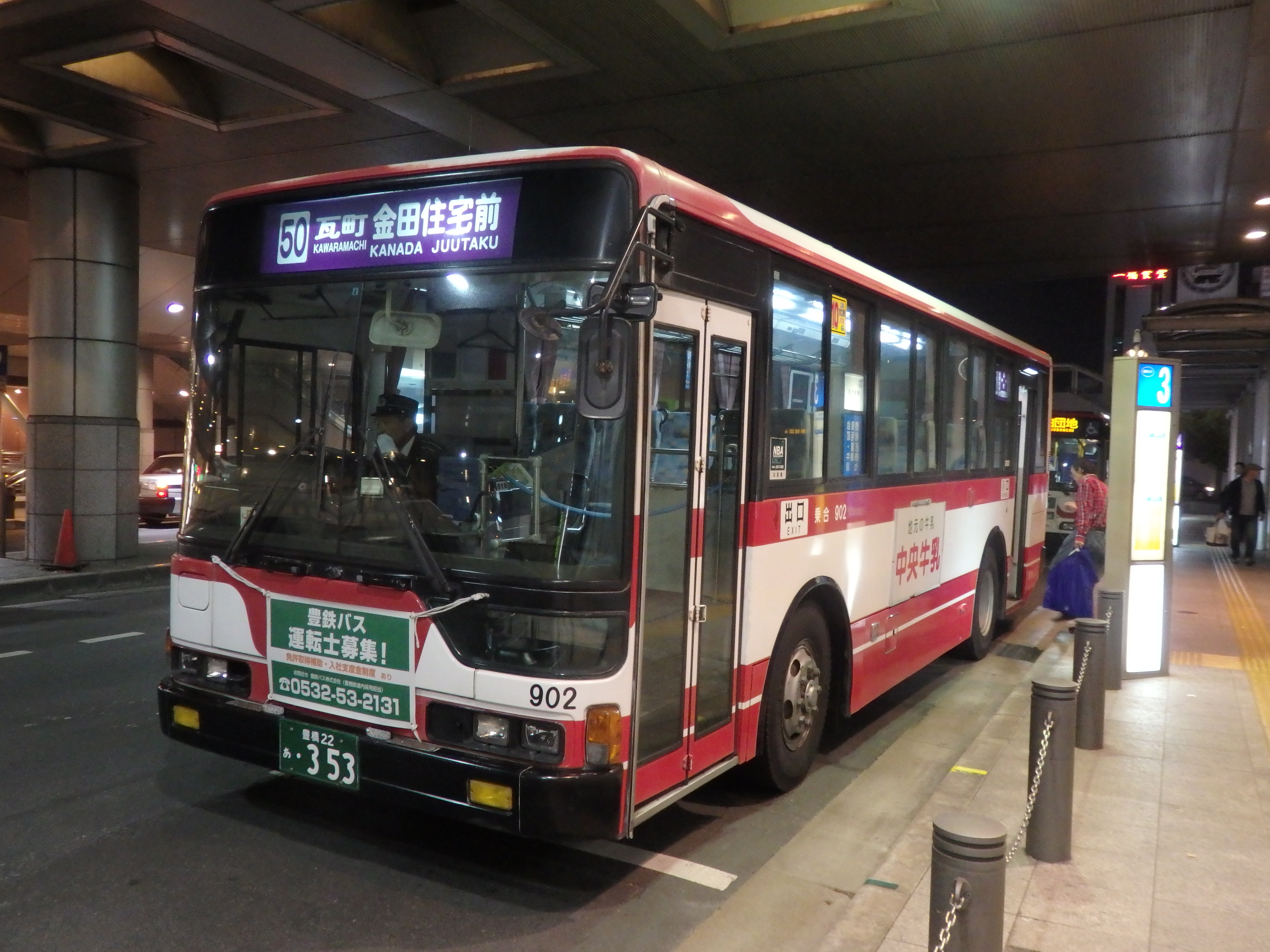
豊橋駅前で発車を待つ牛川金田線

- ◼50：豊橋駅前 - 台町 - 瓦町 - 金田住宅前
- ◼51：豊橋駅前 - (急行) - 金田住宅前

概要
- 1992年：以下の系統番号を設定。[4]
  - ◼50：豊橋駅前 - 台町 - 瓦町 - 金田住宅前
  - ◼51：豊橋バスターミナル - 台町 - 瓦町 - 金田住宅前
  - ◼52：豊橋駅前 - 市役所前 - 金田住宅前
  - ◼53：豊橋バスターミナル - 市役所前 - 金田住宅前
- 1995年11月4日：都市新バス路線となる。[10]
- 1997年以前：市役所前経由(52、53系統)を廃止。
- 1997年10月1日：深夜バスの運行を休止。[6]
- 1998年3月1日：豊橋バスターミナル発着の51系統を廃止し、豊橋駅前発着に統一。[6]
- 2021年11月15日：急行系統を新設。

### 二川線
- ◼55：豊橋駅前 - 舟原 - 高師原口 - 二川駅
- ◼56：豊橋駅前 - 舟原 - 高師原口 - 二川駅 - シンフォニアテクノロジー
- ◼57：豊橋駅前 - 舟原 - 高師原口 - 二川駅 - シンフォニアテクノロジー - 一里山 (平日のみ運行、本数僅か)
- 二川駅 - 東海大会ホール前 (不定期)

概要
- 2002年10月1日：JR東海バス浜名線の豊橋市内区間を引き継いで運行開始。55 - 57系統を設定。[6]

### 飯村岩崎線

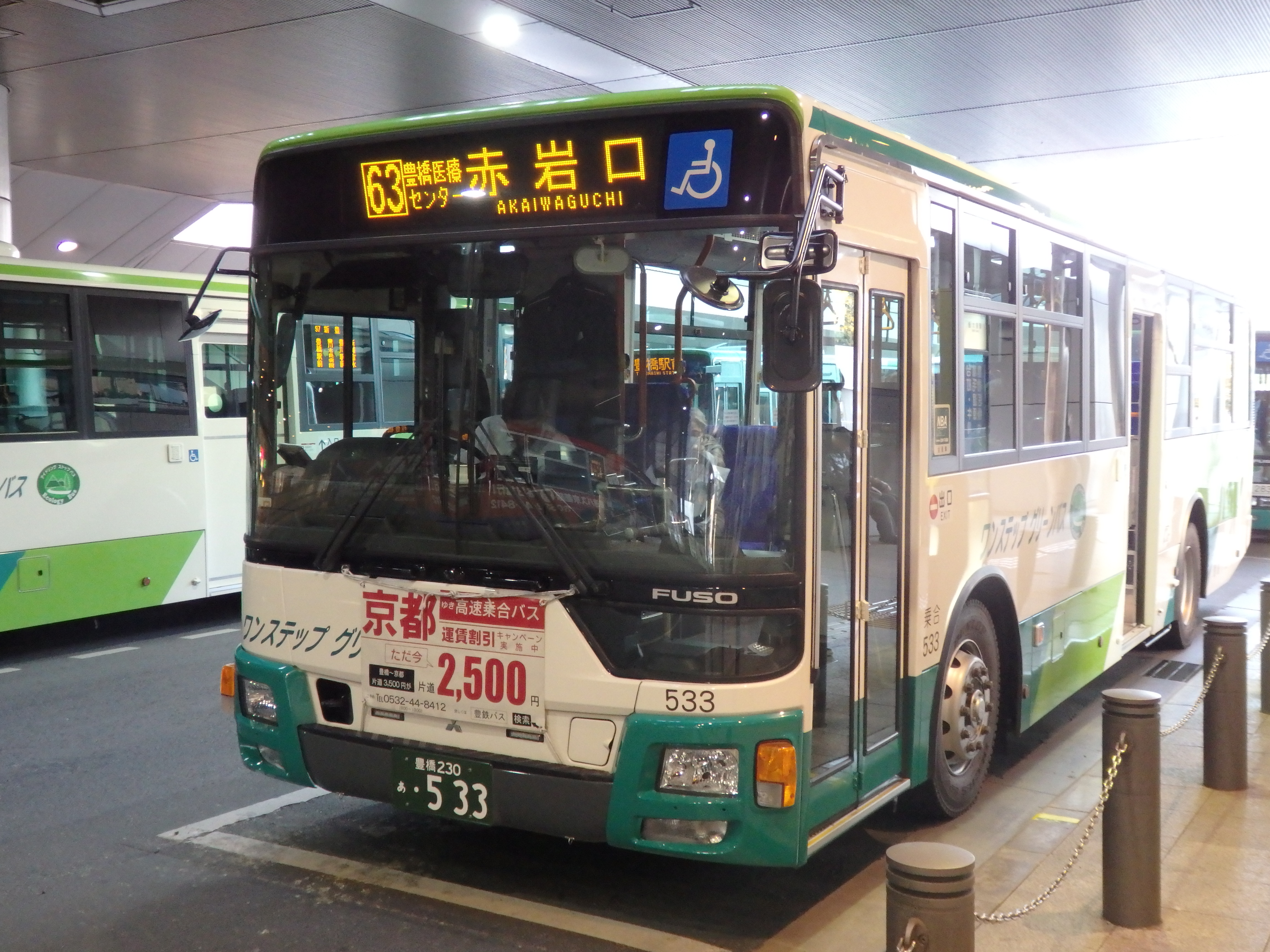
豊橋駅前で発車を待つ飯村岩崎線。豊橋営業所管轄だが一部便は新城営業所所属の車両で運行される。

- ◼61：豊橋駅前 - 台町 - 豊橋医療センター - 多米東町二丁目 - 赤岩口
- ◼62：豊橋駅前 - 台町 - 豊橋医療センター
- ◼63：豊橋駅前 - 台町 - 豊橋医療センター - 柳原団地 - 赤岩口

概要
- 1956年10月15日：療養所線の運行開始。[1]
- 1992年：以下の系統番号を設定。[4]
  - ◼63：豊橋駅前 - 大池 - 飯村 - 赤岩口
- 1998年3月1日：豊橋バスターミナル乗り入れを廃止。
- 2005年3月1日：豊橋医療センター開業に合わせ乗り入れ開始。同院発着の62系統を新設。[11]
- 2012年4月1日：柳原団地 - 多米峠口間を延伸し、61系統の運行を開始。[12]
- 2017年10月1日：61系統の多米東町三丁目 - 多米峠口を廃止し、柳原団地南 - 多米東町二丁間を延伸。赤岩口発着となる。[13]

### 西口線
- ◼65：豊橋駅前 - 台町 - 才ノ神 - 西口

概要
- 1950年12月15日：大池町 - 西口町間の免許を取得し、営業開始。[1]
- 1956年11月20日：西口循環線の運行開始。[1]
- 1992年：以下の系統番号を設定。[4]
  - ◼65：豊橋駅前 - 才ノ神 - 西口
  - ◼66：豊橋駅前 - 本興寺 - 西口

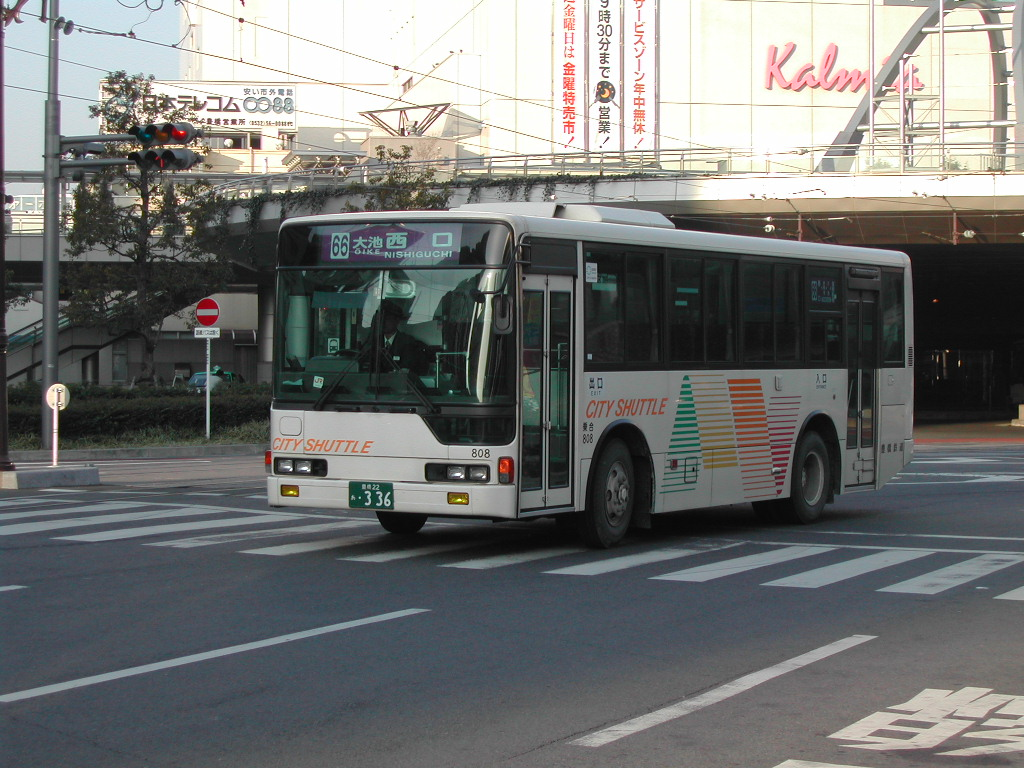
66系統

- 1993年11月2日：65系統が岩田団地線と共に豊鉄初の都市新バスシステム導入路線となる。[8]
- 2005年3月1日：66系統(大池経由)を廃止。[11]

### 岩田団地線
- ◼68：豊橋駅前 - 大池 - 岩田団地 (岩田団地周辺では循環している)

概要
- 1991年11月20日：市内循環線を2つに分けて岩田団地へ延長し、岩田団地線 (大池経由・札木経由) を新設。[8]
- 1992年：以下の系統番号を設定。[4]
  - ◼68：豊橋駅前 - 大池 - 岩田団地
  - ◼70：豊橋バスターミナル - 札木 - 岩田団地
- 1993年11月2日：西口線と共に豊鉄初の都市新バスシステム導入路線となる。[8]
- 2000年12月1日：岩田団地東まで運行されていたものを岩田団地周辺で循環するように変更。[6]
- 2005年3月1日：札木経由の70系統を舟原経由の◼69系統に変更。同時に豊橋医療センターまで延伸して◼67系統 (豊橋駅前 - 舟原 - 岩田団地 - 豊橋医療センター) を新設。[11]
- 2008年10月1日：67、69系統を廃止し、大池経由に統一。[6]

### 牟呂線
- ◼101：西駅前→往完町→西部団地→牟呂学校前→築地橋→西駅前 (右回り)
- ◼102：西駅前→築地橋→牟呂学校前→西部団地→往完町→西駅前 (左回り)
- ◼103：西駅前→築地橋→牟呂学校前→西部団地→築地橋→西駅前（西部団地循環）
- ◼104：西駅前→築地橋→牟呂学校前→西部団地

概要
かつては牟呂循環線という名で運行されていた。車両前後の方向幕には「牟呂循環」と表示される。幕では側面と後面、LED表示では前面と側面に「○○○まわり」が併記される。ただし、○○○にあたる停留所を過ぎても表記は変更されない。
- 1992年：系統番号を設定。[4]
- 2012年9月3日：成田記念病院移転に伴い経路変更。[14]
- 2021年1月16日：西部団地循環の◼103系統と西部団地止まりの◼104系統を新設。◼80系統を◼102系統、◼81系統を◼101系統に変更[15]。

### 神野ふ頭線
- ◼106：西駅前 - 往完町 - 牟呂学校前 - ライフポート - 西ふ頭北（土・休日運休）
- ◼107：西駅前 - 往完町 - 西部団地 - 牟呂学校前 - ライフポート - 三河港湾事務所 - 西ふ頭北（土・休日運休）
- ◼108：西駅前 - 往完町 - 西部団地 - 牟呂学校前 - ライフポート - 西ふ頭北（土・休日運休）
- ◼109：西駅前 - 往完町 - 西部団地 - 牟呂学校前 - ライフポート
- ◼110：西駅前 ← 往完町 ← 牟呂学校前 ← 港湾合同庁舎（土・休日運休）
- ◼111：西駅前 ← 往完町 ← 西部団地 ← 牟呂学校前 ← 港湾合同庁舎
- ◼112：西駅前 - 往完町 - 西部団地 - 牟呂学校前 - 神野新田南

概要
神野ふ頭内では、いくつかの停留所をまわるために往復で停車順序が異なったり、両方向のバスが同じのりばを使用する停留所がある。
- 1994年4月1日：新設。
- 1998年3月1日：メルセデス・ベンツ (現 西ふ頭北)に延伸[6]
- 2012年9月3日：成田記念病院移転に伴い経路変更。[14]
- 2021年1月16日：西部団地経由に変更（一部便を除く）[15]。◼82系統を◼106系統に変更し、◼107系統～◼112系統を新設。

### 豊橋市民病院線
新栄経由

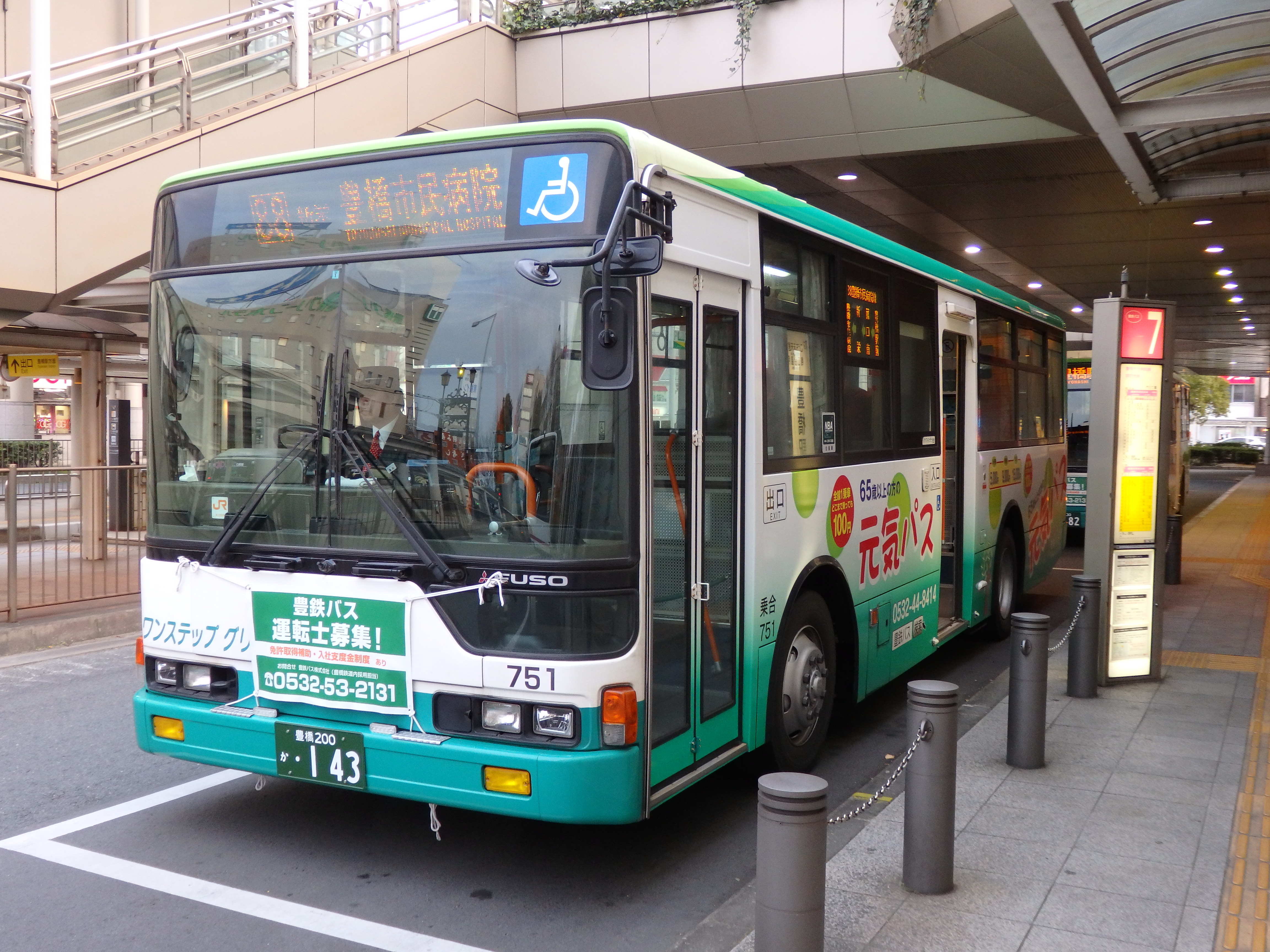
豊橋駅前で発車を待つ豊橋市民病院線

- ◼83：豊橋駅前 - 新栄 - 豊橋市民病院 - 総合卸団地 - 総合スポーツ公園
- ◼87：豊橋駅前 - 新栄 - 豊橋市民病院 - 総合卸団地
- ◼88：豊橋駅前 - 新栄 - 豊橋市民病院 (登下校時間帯の一部は西高校前まで延長。)

吉川町経由
- ◼85：豊橋駅前 - 吉川町 - 豊橋市民病院 - 総合卸団地 - 総合スポーツ公園
- ◼86：豊橋駅前 - 吉川町 - 豊橋市民病院 - 総合卸団地
- ◼89：豊橋駅前 - 吉川町 - 豊橋市民病院

概要
- 1996年4月1日 : 豊橋市民病院移転に伴い、卸団地線の新栄経由(85 (現在の83) ・87系統) を豊橋市民病院線に改称し、豊橋市民病院へ乗り入れ。同時に◼88系統 (豊橋駅前 - 豊橋市民病院) ・◼89系統 (豊橋バスターミナル - 豊橋市民病院) を新設。[6]
- 1997年11月13日：都市新バス路線となる。[10]
- 2006年10月1日：85、87系統の豊橋バスターミナル乗り入れを中止し、85系統は83系統に変更。89系統は廃止。[6]
- 2013年4月1日：名鉄バス東部西浦豊橋線・西浜循環線廃止に伴い、吉川町経由の85・86・89系統を新設。[16]

### 卸団地線
- ◼84：豊橋駅前 - 吉川町 - 五号 - 総合卸団地 - 総合スポーツ公園

概要
- 1981年5月26日：豊橋バスターミナル - 総合卸団地間運行開始。[10]
- 1988年11月4日：総合スポーツ公園まで延伸。[10]
- 1992年：以下の系統番号を設定。[4]
  - ◼84：豊橋バスターミナル - 吉川 - 総合スポーツ公園
  - ◼85：豊橋バスターミナル - 新栄 - 総合スポーツ公園
  - ◼86：豊橋バスターミナル - 吉川 - 総合卸団地
  - ◼87：豊橋バスターミナル - 新栄 - 総合卸団地
  - ◼88：豊橋バスターミナル - (急行)西高校前 - 総合卸団地
- 時期不明：88系統を廃止。
- 1996年4月1日：新栄経由の85・87系系統を豊橋市民病院線に改称。[6]
- 1999年4月1日：84系統を廃止し、総合卸団地発着の86系統に統一。[6]
- 2006年6月25日：サンライズバス豊橋線との競合を避け吉川経由から新栄東経由に変更。さらに再び総合スポーツ公園まで延伸。(86系統廃止、84系統復活)[17]
- 2006年10月1日：豊橋バスターミナル乗り入れ中止。[6]
- 2013年4月1日 : 新栄東経由から吉川町経由に変更。[16]

### レイクタウン線
- 豊橋南プラザ→大清水駅前→レイクタウン→レイクヒルズ→大清水駅前→豊橋南プラザ
- 豊橋南プラザ→大清水駅前→レイクヒルズ→レイクタウン→大清水駅前→豊橋南プラザ

いずれも豊橋南プラザ乗り入れは昼間のみ。
概要
- 2009年10月1日 : 豊橋南プラザまで延長。[6]
- 2011年11月1日：豊橋南プラザ発着系統の大清水駅前乗り入れ開始。[6]

## 高速バス

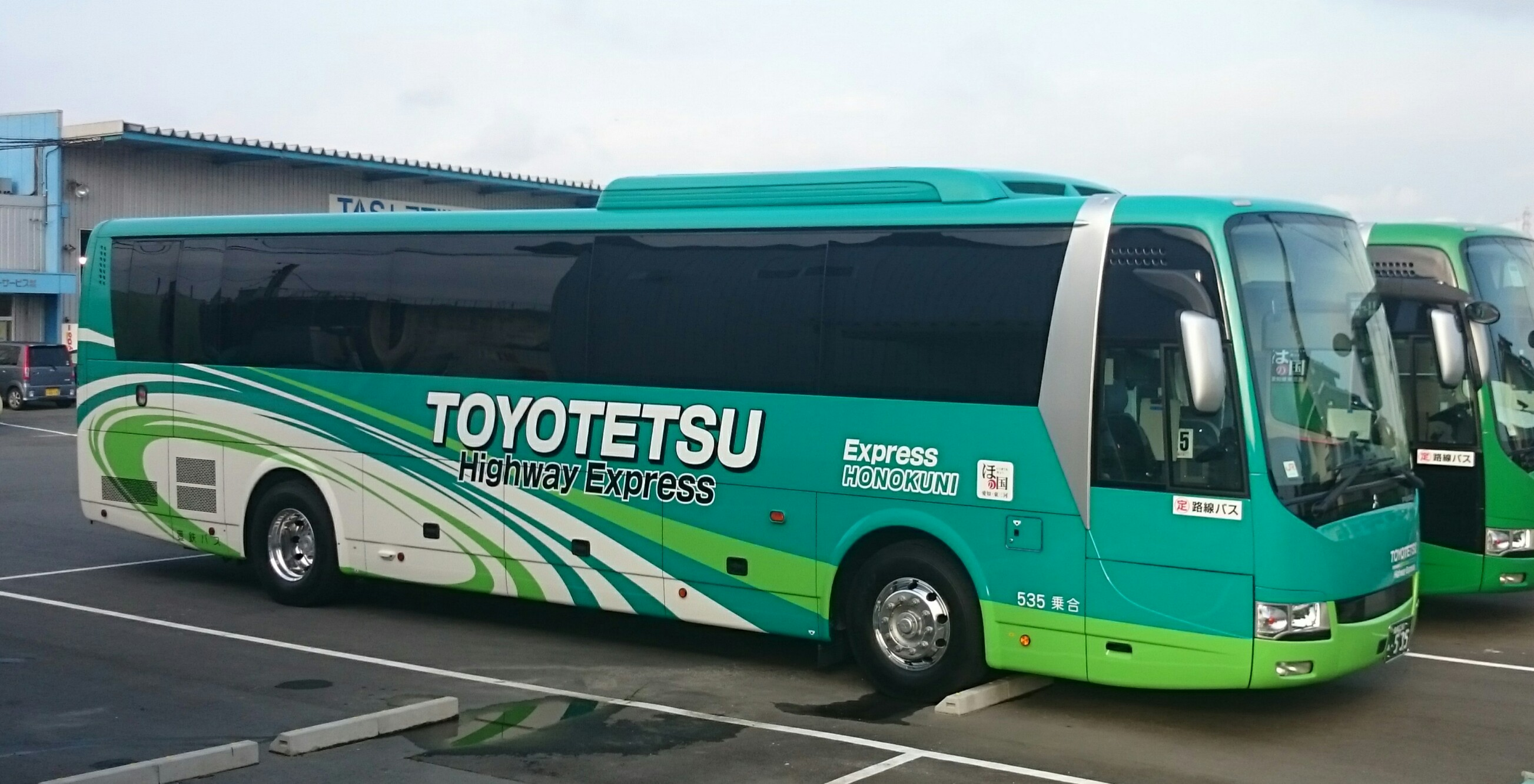
新宿豊橋線ほの国号

### 新宿豊橋線
- 田原駅前 - 植田車庫前 - 豊橋駅前 - 豊川駅前 - 本野原 - 渋谷マークシティ (練馬駅北口行きの降車のみ) - バスタ新宿（新宿南口） - 中野駅 - 練馬駅北口
  - 2006年8月1日 : ケイビーバス (のちに関東バスに移管) との共同運行で、運行開始。

### 豊橋京都線
- 植田車庫前 - 豊橋駅前 - 豊川駅東口 - 東名豊川 - 東名音羽 - 東名本宿 - 長島温泉 - 京都駅八条口
  - 2010年7月1日 : 運行開始。
  - 2021年7月22日：長島温泉への停車を開始すると共に京都深草を通過[18]。

## 廃止路線

### 大崎線
- ◼13 : 豊橋駅前 - 小池 - 中野町 - 豊橋ハートセンター - デンソー前 (早朝は豊橋ハートセンター通過)
- ◼14 : 豊橋駅前 - 小池 - 中野町 - 豊橋ハートセンター - トピー工業前 (早朝は豊橋ハートセンター通過)
- ◼15 : 豊橋駅前 - 小池 - 中野町 - 豊橋ハートセンター - 大崎
- ◼17 : 豊橋駅前 - 小池 - 中野町 - 豊橋ハートセンター

概要
- 1931年 : タチバナ自動車が大崎までの路線を運行開始[1]。
- 1967年3月15日 : 豊川営業所から豊橋営業所に移管[1]。
- 1992年：以下の系統番号を設定[4]。
  - ◼13 : 豊橋駅前 - 国立病院前 - デンソー前
  - ◼14 : 豊橋駅前 - 国立病院前 - トピー工業前
  - ◼15 : 豊橋駅前 - 国立病院前 - 大崎
  - ◼16 : 豊橋駅前 - 国立病院前 - 駒形
- 1996年11月18日 : 都市新バスシステムが導入される。
- 1999年6月25日 : 豊橋ハートセンター開院に伴い、同院経由に変更。 (早朝を除く)
- 2005年3月1日 : 16系統を大山まで延長。
- 2005年10月1日 : 大山発着の16系統を豊橋ハートセンター発着の17系統に変更。
- 2012年11月1日 : 運行休止。

### 小浜線
- 豊橋駅前- 小浜 - 南栄

概要
- 1953年3月1日 : 豊橋駅前 - 花田 - 柱 - 小浜 - 北山 - 二川駅前間の運行開始[1]。
- 1960年時点 : 豊橋駅前- 小浜 - 南栄間での運行（二川へは二川線（初代）が運行）。
- 時期不明 : 運行休止。

### ユニチカ線
- ◼20 : 豊橋駅前 - ユニチカ

概要
- 運行開始の時期は不明であるが、1958年に「日紡線」として増便が行われた記録がある[1]。
- 1967年3月15日 : 豊橋営業所から豊川営業所に移管[1]。
- 1992年：系統番号を設定[4]。
- 1999年10月1日 : 運行休止。
  - 運行経路が表浜線 (当時は小池経由) と全く同じであり、時刻表では「表浜・ユニチカ線」として案内されることもあった。当線休止後も表浜線は運行されたため、当線の休止でバスの運行がなくなった区間はない。

### 表浜線
- ◼21 : 豊橋駅前 - 北山 - 三本木町 - 野依 (2006年10月1日以降三本木線として運行)

概要
- 1930年5月1日 : タチバナ自動車が豊橋 - 柳生橋 - 高師 - 野依 - 高塚 - 伊古部 - 城下 - 六連間の路線を運行開始[19][20]。
- 1939年 : 赤羽根村高松へ延伸[19]。
- 1952年 : 赤羽根へ延伸[21]。
- 1952年 : 福江へ延伸[21]。
- 1967年3月15日 : 豊川営業所から豊橋営業所に移管[1]。
- 1971年 : ワンマン化[1]。
- 1992年：以下の系統番号を設定[4]。
  - ◼21 : 豊橋駅前 - ユニチカ - 野依
  - ◼22 : 豊橋駅前 - ユニチカ - 伊古部
  - ◼23 : 豊橋駅前 - ユニチカ - 浜田
- 1994年10月1日 : 城下 - 浜田間休止。
- 1999年6月25日 : 北山・三本木町経由に変更。
- 2005年10月1日 : 23系統 (伊古部 - 城下間) 廃止。
- 2006年10月1日 : 22系統 (野依 - 伊古部間) 廃止。21系統を三本木線に編入。

### 浜道線
- ◼30 : 豊橋駅前 - 北山 - 浜道 - 野依

概要
- 1961年9月20日 : 西高師 - 浜道間が開通し、南部循環線として運行開始[4]。
- 1992年：以下の系統番号を設定[4]。
  - ◼30 : 豊橋駅前 - 北山 -野依
  - ◼31 : 豊橋バスターミナル - 北山 - 野依
- 1998年3月1日 : 31系統を廃止し、豊橋駅前発着に統一。
- 1999年6月25日 : 三本木町経由の三本木線に変更。

### 二川（藤並）線
- 豊橋駅前 - 時習館前 - 二川駅前

概要
- 1953年3月1日 : 二川線（豊橋駅前 - 花田 - 柱 - 小浜 - 北山 - 二川）として運行開始[1]。
- 1960年以前 : 小浜への路線は小浜線に分離し、時習館前経由に短縮[1]。
- 1967年3月15日 : 豊橋営業所から豊川営業所に移管[1]。
- 1969年4月1日 : ワンマン化[1]。

### 藤並動物園線
- ◼40 : 豊橋駅前 - 藤並 - のんほいパーク西門

概要
- 1970年8月1日 : 大岩町に豊橋子供自然公園開園。
- 1992年 : 系統番号を設定。[4]
- 2001年6月1日 : 北山経由を南山田経由に変更。
- 2005年10月1日 : 運行休止。

### 二川（荒古）線
- 豊橋駅前 - 朝日工業前

概要
- 1963年5月10日 : 豊川駅前 - 朝日工業前間で運行開始[1]。
- 1964年 : 国府駅前 - 朝日工業前間で運行開始[1]。

### 大池動物園線
- ◼60 : 豊橋駅前 - 大池 - のんほいパーク西門
- ◼61 : 豊橋駅前 - (急行) - のんほいパーク西門

概要
- 1992年：系統番号を設定[4]。
- 2005年6月25日 : 運行休止。

### 市内循環線
- 豊橋駅前 - 大池 - 円六橋 - 札木 - 豊橋駅前

概要
- 1954年9月 : 運行開始[1]。
- 1964年12月25日 : 大型前乗り車を用いてワンマン化[1]。
- 1991年11月20日 : 大池経由と札木経由の岩田団地線を新設し、市内循環線は廃止。

### 赤岩線
- 東田 - 赤岩 - 岩崎

概要
- 1951年9月 : 運行再開[1]。
- 1961年8月30日 : 岩崎 - 療養所前間の開通により岩崎循環線に統合[1]。

### 療養所線
- 豊橋駅前 - 大池 - 療養所前

概要
- 1956年10月15日 : 運行再開[1]。
- 1961年8月30日 : 岩崎 - 療養所前間の開通により岩崎循環線に統合[1]。

### 岩田線
- 東田 - 岩田 - 大池 - 豊橋駅前

概要
- 1956年10月15日 : 運行開始[1]。
- 1960年ごろの時刻表によると、一部便は赤岩線と直通運転をおこなっていた。

### 富岡線
- ◼73 : 豊橋バスターミナル - 札木 - 和田辻東

### 西川線
- ◼76 : 豊橋バスターミナル - 札木 - 三上 - 西川 - 札木 - 豊橋バスターミナル (循環)
- ◼77 : 豊橋バスターミナル - 札木 - 西川 - 三上 - 札木 - 豊橋バスターミナル (循環)

概要
- 1962年8月6日 : 石巻西川線萩原 - 三上間の免許を申請[1]。
- 1967年3月15日 : 豊橋営業所から豊川営業所に移管[1]。
- 1972年 : ワンマン化[1]。
- 1992年：系統番号を設定[4]。
- 2004年10月1日 : 運行休止。

### 嵩山線
- ◼78 : 豊橋バスターミナル - 札木 - 嵩山 (2006年10月1日以降豊橋和田辻線として運行)

概要
- 1951年7月 : 運行再開[1]。
- 1971年 : ワンマン化[1]。
- 1992年：以下の系統番号を設定[4]。
  - ◼56 : 豊橋駅前 - 台町 - 瓦町 - 嵩山
- 199x年：札木経由の◼78系統に変更。
- 2006年10月1日 : 豊橋和田辻線に改称。

### 三ヶ日線
- 豊橋駅前 - 和田辻 - 嵩山 - 本坂 - 三ヶ日 - 平山 - 富岡 - 新城

概要
- 1952年5月22日 : 嵩山 - 本坂間の運行再開に合わせて、豊橋駅前 - 牛川 - 嵩山 - 三ヶ日 - 新城間の系統を設置[1]。
- 1967年3月15日 : 豊橋営業所から豊川営業所に移管[1]。